# Abonnement téléphonique
Un abonnement téléphonique est souscrit par une personne morale ou physique auprès d'un opérateur de télécommunications afin de se voir attribuer un numéro de téléphone et une autorisation d'émettre et de recevoir des appels téléphoniques, potentiellement dans une certaine limite.

## Coût de l'abonnement téléphonique
Traditionnellement, le coût d'un abonnement téléphonique était un coût fixe décidé par l'opérateur national.
Avec l'ouverture à la concurrence, de nombreuses offres téléphoniques sont apparues, tant dans la téléphonie fixe que dans la téléphonie mobile. Ces offres se distinguent par le montant de l'abonnement (appelé "forfait" lorsque des communications y sont prépayées et/ou lorsqu'il finance le terminal), par la qualité des services, ainsi que par d'innombrables spécificités tarifaires en fonction des opérateurs destinataires, des zones géographiques et des options.
Les nouvelles technologies et la croissance des communications de données (à travers Internet) ont par ailleurs conduit à la réduction des coûts par unité de donnée, alors que la concurrence a parfois conduit à un renchérissement des coûts fixes des abonnements.

### Coûts des abonnements en Europe
Coût d'un abonnement téléphonique résidentiel hors-taxes, en Europe, en 2023
| Pays        | Prix de l'abonnement mensuel en 2023 |
| ----------- | ------------------------------------ |
| Irlande     | 20,00 €                              |
| Luxembourg  | 18,00 €                              |
| Pays-Bas    | 16,50 €                              |
| Belgique    | 15,00 €                              |
| Allemagne   | 14,75 €                              |
| Autriche    | 14,50 €                              |
| Danemark    | 13,50 €                              |
| Portugal    | 13,00 €                              |
| Italie      | 12,75 €                              |
| Espagne     | 12,50 €                              |
| Royaume-Uni | 12,00 €                              |
| France      | 11,50 €                              |

- Source : Commission européenne, Tarification 2023

## Abonnement téléphonique en France

### Statistiques générales
En France, les trois principaux types d'abonnement téléphonique sont : 
- Abonnements à un service de téléphonie fixe
- Abonnements à Internet (bas, haut et très haut débit)
- Nombre de cartes SIM mobiles en service (hors cartes MtoM)

| Année | Téléphonie fixe (M) | Internet (M) | Cartes SIM mobiles (M) |
| ----- | ------------------- | ------------ | ---------------------- |
| 1998  | 33.857              | 1.280        | 11.210                 |
| 2005  | 36.498              | 13.217       | 48.088                 |
| 2015  | 38.929              | 26.952       | 72.124                 |
| 2023  | 30.500              | 45.000       | 85.000                 |

Source : ARCEP

### Abonnement de téléphonie fixe en France
En 1923, les abonnements annuels coûtaient entre 262 et 1200 francs pour le poste principal.
En 1996, le coût mensuel de l'abonnement était 7 €, l'un des plus bas d'Europe. En 2023, l'abonnement mensuel est d'environ 19,50 €, reflétant une augmentation progressive liée à l'évolution technologique et aux coûts de maintenance.

### Abonnement de téléphonie mobile en France
En 2013, de nombreux opérateurs proposaient des forfaits mobiles à partir de 10 € par mois avec communications illimitées vers la France. En 2023, les offres incluent souvent des options supplémentaires comme l'accès à la 5G, les communications internationales et des forfaits avec données mobiles plus étendues à partir de 15 € mensuels.